# سباهية (حسيني)
سباهية (بالفارسية: صباهیه) هي منطقة سكنية تقع في إيران في قسم حسيني الريفي. يقدر عدد سكانها بـ 0 نسمة بحسب إحصاء 2016.